# سیکلوپروپان
سیکلوپروپان (به انگلیسی: Cyclopropane) با فرمول شیمیایی C۳H۶ یک ترکیب شیمیایی با شناسه پاب‌کم ۶۳۵۱ است. که جرم مولی آن ۴۲٫۰۸ g/mol می‌باشد. 